# Metalik złotawy
Metalik złotawy (Metallura iracunda) – gatunek małego ptaka z rodziny kolibrowatych (Trochilidae). Występuje w północno-zachodniej części Ameryki Południowej, jest endemitem gór Serranía de Perijá na pograniczu Kolumbii i Wenezueli. W Czerwonej księdze gatunków zagrożonych IUCN od 2023 roku klasyfikowany jest jako gatunek bliski zagrożenia (NT, ang. Near Threatened), wcześniej uznawany był za gatunek zagrożony (EN, ang. Endangered). Ta zmiana spowodowana jest nowymi obserwacjami i wnioskami, że populacja tego gatunku jest prawdopodobnie stabilna.

## Systematyka
Gatunek ten po raz pierwszy zgodnie z zasadami nazewnictwa binominalnego opisał amerykański ornitolog Alexander Wetmore w 1946 roku na łamach „Smithsonian Miscellaneous Collections”. Autor nadał gatunkowi nazwę Metallura iracunda, a jako miejsce typowe podał Serranía de Perijá. Nie wyróżnia się podgatunków. Gatunek ten razem z metalikiem krasnosternym (Metallura tyrianthina) był uznawany za supergatunek, obecnie są one uznawane za gatunki sympatryczne.

### Etymologia
- Metallura: gr. μεταλλον metallon „metal”; ουρα oura „ogon”[13].
- iracunda:  łac. iracundus – „ściekający się, gniewny”[14].

## Morfologia
Mały koliber o dosyć krótkim i prostym czarnym dziobie. Nogi i stopy czarne lub ciemnoszare. Występuje dymorfizm płciowy. Samiec ma górne części ciała ciemne, prawie czarne z wyraźnym złotym połyskiem. Dolne części ciała ciemnobrązowozielone ze złotym połyskiem. Za okiem niewielka biała plamka. Na gardle, podgardlu, dolnej części szyi i górnej części piersi szmaragdowozielony śliniak z niewielkimi czarnymi piórkami na środku. Ogon lekko rozwidlony opalizujący rubinowoczerwony. Samica ma wyraźnie płowożółte dolne części ciała z brązowo-zielonymi plamkami. Podbródek, gardło i górna część piesi ochrowopomarańczowe z delikatnie rysującymi się oliwkowozielonymi plamkami. Ogon jak u samca z płowymi zakończeniami sterówek. Młode osobniki są podobne do samic. Długość ciała około 10–11 cm, masa ciała 3,6–4,1 g.

## Zasięg występowania
Zasięg występowania (EOO, Extent of Occurrence) według szacunków organizacji BirdLife International obejmuje około 1460 km². Metalik złotawy występuje tylko w górach Serranía de Perijá w północnej Kolumbii i przyległym obszarze północno-zachodniej Wenezueli (Cerro Pintado, Cerro Tetari, Cerro Tres Tetas, Cerro Viruela).

## Ekologia i zachowanie
Jego głównym habitatem są zróżnicowane górskie krzaczaste i otwarte tereny w pobliżu szczytów górskich i granic lasów głównie na wysokości od 2400 m n.p.m. do 3200 m n.p.m. (w Wenezueli w dół do 1850 m n.p.m.). Cerro Pintado to tereny krasowe z lasem karłowatym, formacją roślinną paramo i bambusem z rodzaju Swallenochloa; z kolei Cerro Tetari jest zbudowane z piaskowca i występują tu inne typy formacji paramo. Brak informacji na temat diety tego gatunku. Długość pokolenia jest określana na 2,59 roku.

### Rozmnażanie
Brak informacji.

## Status
W Czerwonej księdze gatunków zagrożonych IUCN metalik złotawy od roku 2023 jest klasyfikowany jako gatunek bliski zagrożenia (NT, ang. Near Threatened), wcześniej zaliczany był do gatunków zagrożonych (EN, ang. Endangered). Liczebność populacji jest szacowana na więcej niż 14 tys., ale mniej niż 37 tys. dorosłych osobników, gatunek ten opisywany jest jako od rzadkiego po pospolity. Trend liczebności populacji uznawany jest za prawdopodobnie stabilny mimo niewielkiego zmniejszania się jego naturalnego habitatu poprzez ingerencję człowieka.